# Koeweits curlingteam (gemengddubbel)
Het Koeweits curlingteam vertegenwoordigt Koeweit in internationale curlingwedstrijden.

## Geschiedenis
Koeweit maakte zijn debuut op het internationale curlingtoneel in 2025 tijdens de Aziatische Winterspelen in het Chinese Harbin. Het land kon in de groepsfase slechts één wedstrijd winnen en eindigde uiteindelijk op de tiende plaats op twaalf deelnemers.
Australië · België · Brazilië · Bulgarije · Canada · China · Chinees Taipei · Denemarken · Duitsland · Engeland · Estland · Filipijnen · Finland · Frankrijk · Griekenland · Groot-Brittannië · Guyana · Hongarije · Hongkong · Ierland · India · Israël · Italië · Jamaica · Japan · Kazachstan · Kirgizië · Koeweit · Kosovo · Kroatië · Letland · Litouwen · Luxemburg · Mexico · Mongolië · Nederland · Nieuw-Zeeland · Nigeria · Noorwegen · Oekraïne · Oostenrijk · Polen · Portugal · Puerto Rico · Qatar · Roemenië · Rusland · Saoedi-Arabië · Schotland · Servië · Slovenië · Slowakije · Spanje · Thailand · Tsjechië · Turkije · Verenigde Staten · Wales · Wit-Rusland · Zuid-Korea · Zweden · Zwitserland